# アルゼンチン独立戦争
アルゼンチン独立戦争は、1810年から1818年の間に、マヌエル・ベルグラーノ、フアン・ホセ・カステッリ、ホセ・デ・サン＝マルティンに率いられたアルゼンチン独立主義者軍とスペイン帝国王党派軍の間で戦われた。1816年7月9日、サン・ミゲル・デ・トゥクマンでの会合において、アルゼンチン憲法の条項と共に完全な独立宣言が布告された。

## 背景
今日のアルゼンチンの領土は、ブエノス・アイレスを政府所在地とするリオ・デ・ラ・プラタ副王領の一部であった。今日のウルグアイ、パラグアイ、ボリビアもこの副王領の一部であったが、この独立戦争時に自治権を求め、後に独立国家となった。人口密集地は副王領の広さと低速な情報伝達によってそれぞれから隔てられていた。副王領の中で最も繁栄していた地域はアルト・ペルー(今日のボリビア)であったが、ブエノス・アイレスよりもサルタやコルドバにより強い結びつきを持っていた。同様に、西部のメンドーサも、アンデス山脈が自然の障壁となったものの、チリ総督領により強い結びつきを持っていた。対立関係にあったブエノスアイレス・アイレスとモンテビデオは両者ともラプラタ川流域に位置し、海上通信手段で内陸の住民よりも欧州の思想と経済的発展と接触を持つことができた。パラグアイは他のすべての地域から隔てられていた。
政治機構の上層には、ペニンスラールとも呼ばれる本土の人間がほとんどの、スペイン王室から指名された者が、アメリカ現地民の問題や意向に深く配慮せずにあてられた。これにより、ラテンアメリカで生まれた白人であるクリオーリョと、本土から派遣されたスペイン人のペニンスラールとの間に対立を生じさせた。両者は共にスペイン人とみなされていたし、クリオーリョとペニンスラールとの間に法的な差は設けられなかったものの、クリオーリョのほとんどが、ペニンスラールが過度に政治的権力を持っていると考えていた。アメリカ独立革命やフランス革命、啓蒙思想はクオリーリョの社会変革への願望を強めた。スペインによる他国との禁輸政策も副王領の経済に対する損害と見られた。
ブエノス・アイレスの住民は英西戦争時のイギリスのラプラタ侵略の際に武装化された。ブエノス・アイレスは1806年に占領され、モンテビデオからのサンティアゴ・デ・リニエルス率いる部隊によって解放されたが、反撃を恐れ、奴隷を含む軍務に適するべての住民が徴兵された。1807年の英軍の攻撃において、英軍はモンテビデオを占領したものの、ブエノス・アイレスでの戦いで敗北し、副王領を離れた。副王ラファエル・デ・ソブレモンテはこの戦争中にクリオーリョによって退位させられ、英軍の脅威が去ったのちもパトリキ連隊が地方政治に強い影響を持つようになった。
ブラジルへの宮廷の移転 は軍事的懸念を生じさせた。ポルトガルと同盟を結ぶイギリスの３度目の侵略も危惧されたが、半島戦争の開戦とともにスペインがポルトガル・イギリスと対仏同盟を結んだため、軍事衝突は発生しなかった。スペイン王フェルディナンド7世が捕らえられると、姉のカルロッタ・ジョアキナが摂政としてラテンアメリカを統治しようと試みたが、イギリス・スペイン人両者の支持を得ることができず不成功に終わった。モンテビデオでフランシスコ・ハビエル・デ・エリオによりフンタが設立されたことを受け、マルティン・デ・アルサガがブエノス・アイレスにおいてグーデターで同様の行為をしようと試みたが、現地軍が介入し阻止した。本国がバルタサール・イダルゴ・デ・シスネロスを新副王に任命すると、リニエルスは軍の反対する提言を退け、無抵抗で政権を譲った。

### 五月革命

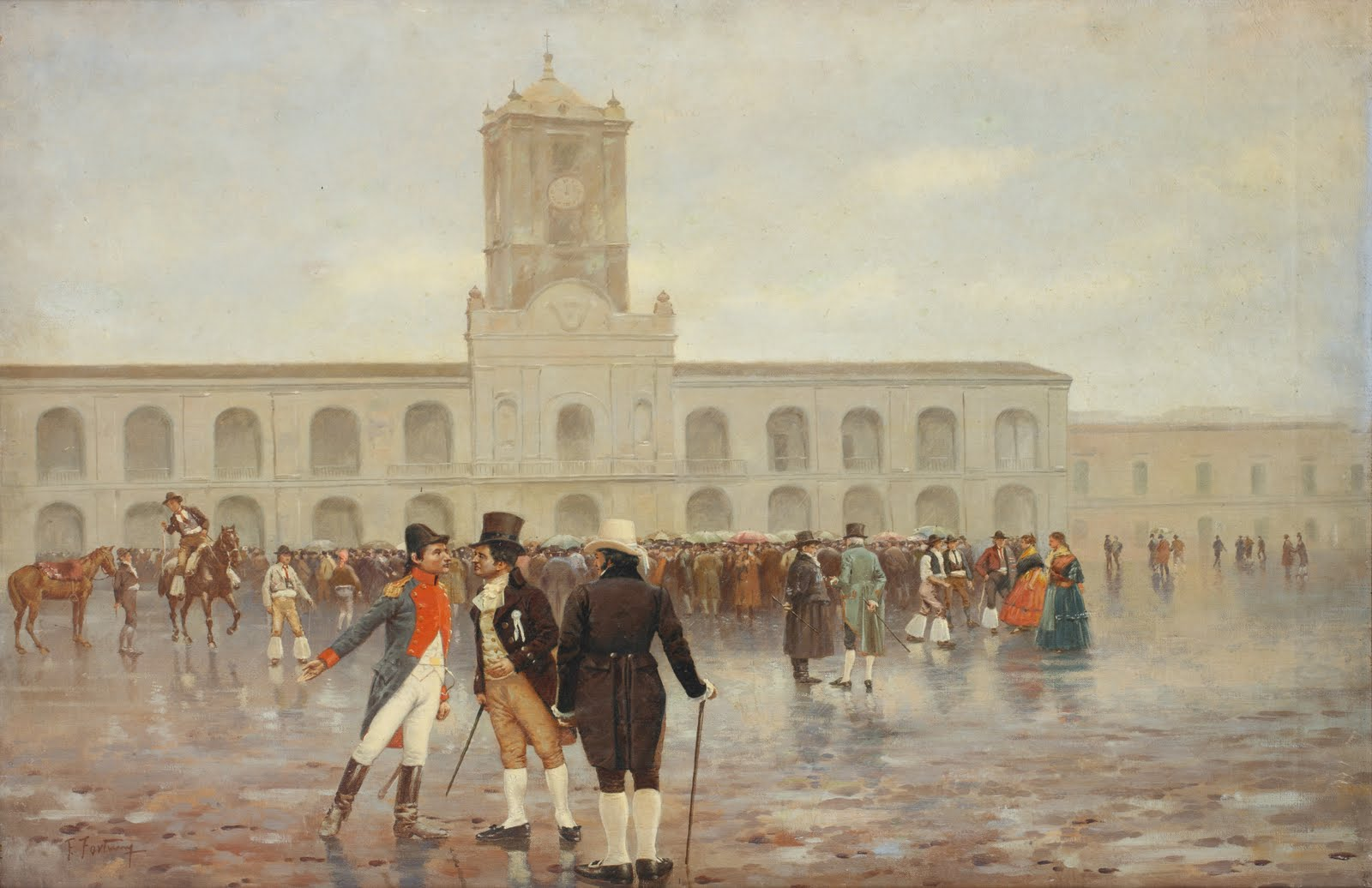
五月革命 により副王は退位した。代わりに、最高議会と呼ばれるフンタが政権を担った。

1810年までには本土ではスペイン軍は敗北を続けていた。フランス軍はイベリア半島のほとんどを占領し、セビーリャにまで至り、最高中央評議会が廃止された。何人かの会員は今だフランス支配下にないカディズへと逃れ、より絶対王政を支持する摂政評議会を設立した。この知らせがブエノス・アイレスに届き、五月革命が勃発した。市民の中には、廃止されたフンタに任命されたシスネロスの統治する権限を疑い、公開町会の開催を求める声が出、軍の支持によりシスネロスに開催を認めさせた。この町会により、副王シスネロスを解任し、フンタをあてることが決定されたが、町会はシスネロスをフンタの大統領に任命し、権力を保持させようとした。このような行為が続いたため、直にフンタは廃止され、最高議会が後任を担った。
ブエノス・アイレスは副王領内の他の都市にこのフンタを承認し、使節を送ることを要求したが、使節が、フンタに参加するために送られるのか、議会を設立するために送られるのかどうかが不透明だったため、政治的衝突を引き起こした。始めこの要求はコルドバ、モンテビデオ、パラグアイ、アルト・ペルーといった全ての主要都市から拒否された。コルドバではサンティアゴ・デ・リニエルスがブエノス・アイレスを攻略するために軍を組織しており、モンテビデオはより強大な海上戦力を保持していた。アルト・ペルーではビセンテ・ニエルトがペルー副王ホセ・フェルナンド・デ・アバスカル・イ・スーサにアルト・ペルーの併合を要請していた。ビセンテは五月革命はブエノス・アイレス内で静まるだろうと考えていた。
摂政会議はブエノス・アイレスを反乱都市と宣言し、モンテビデオを副王領首都とした。副王にはフランシスコ・ハビエル・デ・エリオが任命された。これらのことに関わらず、五月革命は当初は分離主義的ではなかった。後の独立主義者たちは米大陸のフンタを支持し、王党派は摂政会議を支持していたが、両者ともフェルディナンド7世の代理として、王の不在時には主権は人民に帰すると考えていた。彼らが同意しない所はそれが適応される領土の範囲であった。王党派は本土のみに適応されるとし、スペイン帝国を統治する権限を与えられると主張し、一方五月革命の首謀者は帝国全土の都市に適応されると主張した。またホセ・ゲルバシオ・アルティガスは、主権の譲渡は全地域に適応され、また連邦制により全地域は統治されるべきであると主張した。三者は互いを敵視していたが、アルゼンチンに中央集権体制と連邦制のどちらを採用するかについての争いは、独立戦争後もアルゼンチン内戦となり続いた。

## 戦闘
最高議会は副王領首都としての影響力と新体制への支持を勝ち取るために、前副王領内で攻撃を繰り返し、リオ・デ・ラ・プラタ諸州連合の影響圏を決定づけた。連合はパラグアイと早期に不可侵条約を結び、ほとんどの戦いはアルト・ペルーとバンダ・オリエンタルで行われた。この後５年間に連合はモンテビデオを占領したが、アルト・ペルーでは膠着状態が続いたため、西のチリへと戦線を広げた。

### 初戦
ブエノスアイレスの革命政府はまず前副王サンティアゴ・デ・リニエルスが反革命運動を組織するコルドバと五月革命に賛同しないパラグアイ州に攻撃を行った。
リニエルスは、コルドバで募った兵士が戦闘前に逃亡したため、アルト・ペルーに亡命し、五月革命鎮圧のためのペルー副王領軍に加わろうと試みたが、1810年8月6日、反革命運動の他の首謀者と共に革命政府のフランシスコ・オルティズ・デ・オカンポ大佐に捕らえられた。しかし、大佐が指令通りにリニエルスらを処刑せず、捕虜としてブエノス・アイレスに送ったため、オカンポ大佐は降格され、フアン・ホセ・カステリイが軍の指揮官に任命された。8月26日に、彼はコルドバの捕虜を処刑し、北方面軍を率いてアルト・ペルーを攻撃した。
- 第一次アルト・ペルー戦役（英語版）(1810-1811)

北西地域において、ブエノス・アイレスへの代議員選挙を行い五月革命への支持を確保したのち、カステリイはアントニオ・ゴンザレス・デ・バルカルセ大佐をアルト・ペルーに派遣したが、彼の軍はコタガイタの戦いで敗北した。カステリイは援軍を派遣し、スイパチャの戦いで革命政府にとって初の勝利を勝ち取り、アルト・ペルーを支配下に置いた。王党派の指揮官ビセンテ・ニエルト、フランスシスコ・デ・パウラ・サンス、ホセ・デ・コルドバ・イ・ロハスはこの時捕虜となり、処刑された。
カステリイはブエノス・アイレス政府にデサグアデーロ川を渡河し、ペルー副王領を侵攻することを提案したが、政府は却下した。カステリイとゴイェネチェの部隊は国境付近に駐屯していたが、ゴイェネチェの部隊は前進し、ウアキの戦いで敗北し、部隊は潰走した。しかし、アルト・ペルーの独立主義者ゲリラリパブリケタスが王党派を食い止め、南への前進を防いだ。
- パラグアイ戦役（英語版）(1810-1811)

ブエノス・アイレス政府はマヌエル・ベルグラーノ率いる民兵をパラナ川沿いにパラグアイ州へ派遣した。始めカンピチュエロの戦いでは勝利したものの、パラグアリの戦いとタクアリの戦いで完敗を喫した。この戦役は軍事的観点からは失敗に終わったが、数か月後、パラグアイはアルゼンチンに倣い、独立国家となり本国との関係を断った。
- 第一次バンダ・オリエンタル戦役(1811)

### 再攻撃
パラグアイ、アルト・ペルー戦役での敗北により、1811年9月革命政府は第一三頭制府に政権の座を奪われた。この政府はナポレオン戦争を戦い本土から到着して間もないホセ・デ・サン・マルティンを中佐にあて北方面軍を再編し、アルト・ペルーへの新たなる攻撃を決定した。サン・マルティンは統率の取れる正規軍騎兵隊を創設するよう命令され、その騎兵隊は騎乗擲弾兵連隊と呼ばれた。
- 第二次アルト・ペルー戦役（英語版）(1812-1813)

政府はマヌエル・ベルグラーノを北方面軍の指揮官にあてた。ピオ・デ・トリスタン率いる王党派軍の度重なる侵攻にたいし、ベルグラーノは焦土作戦を使用することを決め、フフイとサルタの市民の退去と、物資や捕虜を渡さないために都市の破壊を命じ、この行動はフフイ追放として知られるようになった。
ベルグラーノは政府の指示に反しトゥクマンで王党派軍と戦闘し勝利した。さらにサルタの戦いで決定的な勝利を納め、王党派軍の大部分に武器を放棄させた。この時、サラマンカ大学での同期だったトリスタンの部隊は解放された。しかし、ヴィリカプヒオの戦いとアヨウマの戦いで敗北し、フフイへの撤退を強いられた。
- 第二次バンダ・オリエンタル戦役（英語版）(1812-1814)

1812年の初め、ブエノス・アイレスとモンテビデオ間の不可侵条約が失効したため、マニュエル・デ・サラテアを指揮官としてバンダ・オリエンタルへの攻撃が開始されたが、指揮官は間もなくホセ・ロンデアウが代わり、第二次モンテビデオ包囲を開始した。王党派軍のガスパル・デ・ヴィゴデットが包囲を解こうと試みたものの、セリートの戦いで敗北した。
そこで、王党派海軍は陸上封鎖を回避しようと、ウルグアイ川西岸地域への襲撃を行った。1813年1月31日、モンテビデオの王党派部隊がサンタ・フェ州サン・ロレンソへ上陸した。しかし、同年2月3日にこの部隊はサン・マルティン率いるグラナデーロス部隊により壊滅させられた。このサン・ロレンソの戦いの後、王党派によるパラナ川西岸への襲撃はなくなり、サン・マルティンは政府により軍司令官の地位を与えられた。
グラナデーロス部隊は後の11月8日革命においても重要な役割を果たした。この革命により、第一次三頭制治が打倒され、第二次三頭政治が始まった。新政府はより独立主義的であり、独立宣言のために13年会合を招集した。しかし、会合ではまず三頭政を廃止しラプラタ連合州最高長官の地位を創設し、ヘルバシオ・アントニオ・デ・ポサーダスをその地位に選出した。
ポサーダスは就任後、1814年3月1日にフアン・ラレーラの資金援助により艦隊を初めて創設し、ウィリアム・ブラウン を艦隊の司令長官に任命した。急造の連合州艦隊は、その困難にもかかわらず、1814年5月14日王党派艦隊と交戦し三日のうちに王党派艦隊を撃破した。この勝利によって、ブエノス・アイレス湾港の安全が確保され、モンテビデオは籠城戦に屈し1814年6月20日に陥落した。

### 独立へ
モンテビデオの陥落により、バンダ・オリエンタルでの王党派の脅威はなくなり、リオ・デ・ラ・プラタ副王領の実際の解散が決定づけられた。ウィリアム・ブラウンは提督に昇級し、モンテビオ陥落の数日前に包囲の責任者に任命されたカルロス・マリア・デ・アルベアルが叔父の後を継ぎ連合州最高長官となった。しかし、軍の反感を買い、イグナシオ・アルバレス・トマスが兵士の反乱によってその地位に就いた。アルバレスはアルベアルをロンデアウに変わり北方面軍の指揮官に任命したが、実務上はロンデアウが指揮権を握っていた。
- 第三次アルト・ペルー戦役（英語版）(1815)

ホセ・ロンデアウ率いる北方面軍は、アルバレス最高長官の正式な承諾なく1815年にアルト・ペルーへの新たな攻撃を開始した。しかし、そのために軍の規律はとれず、マルティン・ミゲル・デ・グェメス率いるサルタ州軍の支援も失った。この後のベンタ・イ・メディアとシペ・シペでの敗北により、連合州はアルト・ペルーの北部を失ったが、グェメスの"ゲリラス"が王党派の更なる全身を食い止めた。
第三次アルト・ペルー戦役での敗北により、欧州では五月革命終結の流言が流れ、さらに1815年にフェルディナンド7世が王位に戻ったため、連合州の政治的地位を確立させることが急務となった。
1816年7月9日、連邦同盟を形成するサンタ・フェ、エントレ・リオス、コリエンテス、バンダ・オリエンタルを除いた、3人のアルト・ペルーからの代表者を含んだ州代表者によるトゥクマン会合が開かれ、連合州の独立と、憲法の条文が発表された。

### アンデス山脈戦役(1814-1818)

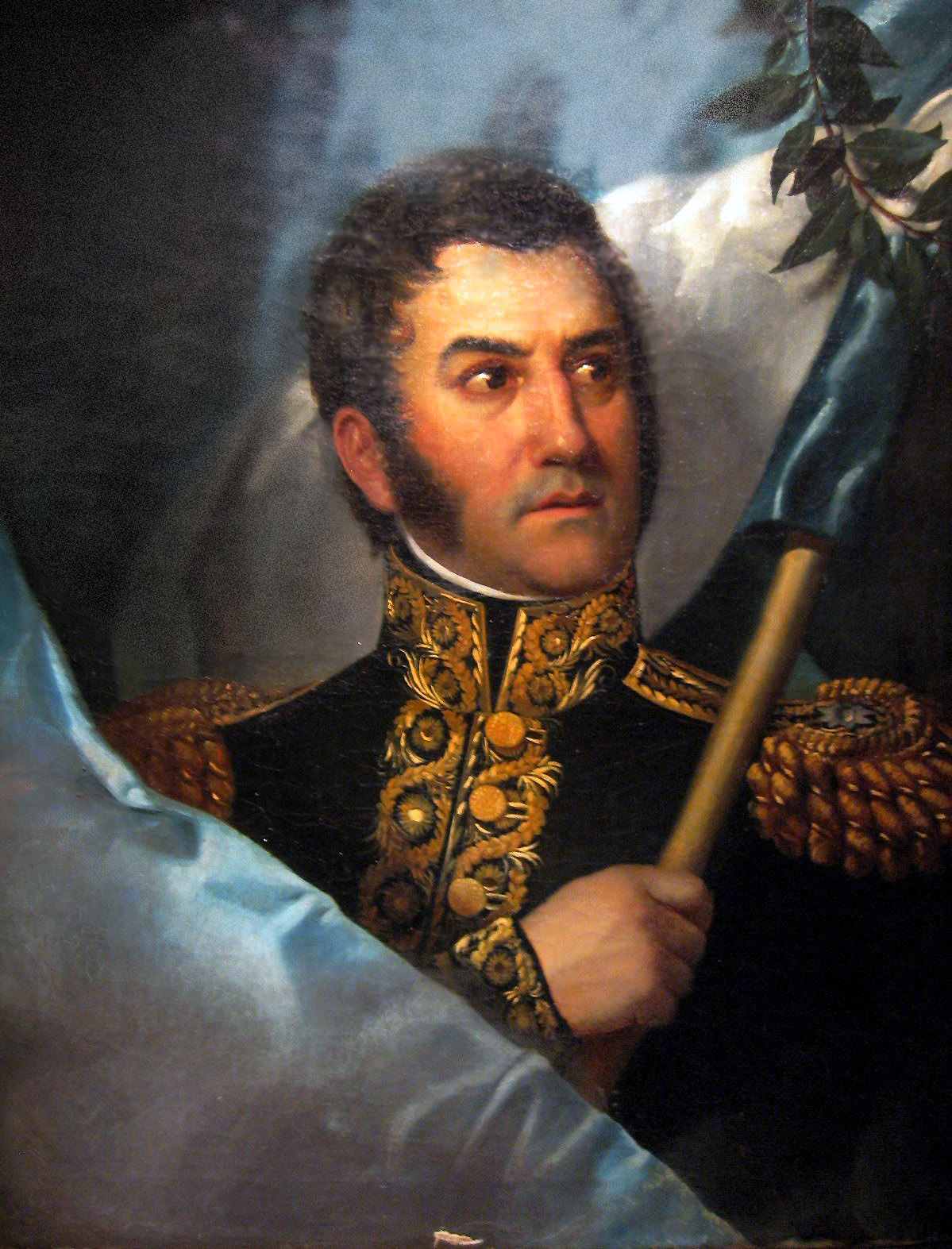
旗を巻いたホセ・デ・サン・マルティン.

ホセ・デ・サン・マルティン将軍は1814年にアルト・ペルーへの新たな攻撃を計画し北方面軍の指揮官に就いたものの、更なる敗北を予想し間もなく辞任した。マルティンはキトとリマの王党派を打倒するためにはまずチリを攻撃すべきだとするトーマス・マイトランドの著作を受け、チリからペルー副王領を攻める戦略を考案した。
サン・マルティンはクヨ州知事になり、チリ戦役への準備を始めた。メンドーサに到着後、連合州市民とチリからの亡命者から成るグラナデーロス部隊をアンデス方面軍に編入した。
1817年前半、サン・マルティンはアンデス越山を組織し、同年2月17日チャカブコの戦いで決定的勝利を納め、サンティアゴ・デ・チリを占領した。サン・マルティンは、当初の目的であるリマ占領に集中するため、チリ知事となる提案を拒み、代わりにベルナルド・オイギンスを知事にたてた。12月には、チリの独立に関する国民投票が行われた。
しかし、王党派はマプチェ族と同盟し、チリ南部で抵抗運動を行った。連合州軍大佐フアン・グレゴリオ・デ・ラス・エラスが4月4日にコンセプシオンを占領したものの、王党派はタルカウアノに南下し抵抗を続けた。1818年の初めにはマリアノ・オソリオ率いるペルー副王領からの増援が到着した。そこでサン・マルティンは防衛が不可能であると見たコンセプションからの撤退を命じ、焦土作戦を実行した。チャカブコの戦いの一年後である同年2月に、チリは独立を果たした。
同年4月、オソリオの部隊はラプラタ連合州・チリ共和国連合軍に奇襲し、連合軍は多くの犠牲者を出し、サンティアゴに撤退した。また混乱の中、チリ最高長官のオーヒギンスが戦死したという誤解が生じ、連合軍にパニックを生じさせた。カンチャ・ラヤーダの戦いの後、オーヒギンスはマイプ平原での会議において軍の指揮権を全てサン・マルティンに渡した。そして、同年５月、サン・マルティンはマイプの戦いでオソリオに対し決定的勝利を納め、王党派軍はコンセプションに撤退し、その後サンティアゴへの攻撃を行うことはなかった。
その後の対ペルー攻撃はチリの名によって行われたため。チリ戦役がアルゼンチン独立戦争の終結させたとされている。ただ、1825年のアヤクチョの戦いにより王党派が壊滅するまで、北部国境での防衛戦は続いた。

## 記念日
5月25日のDía de la Revolución de Mayo（五月革命の日）が、重要な出来事である、初の政府樹立を祝うために制定されている。この週は、起きた他の出来事も含め、Semana de Mayo（五月の週）と呼ばれている